# The Parson of Panamint
The Parson of Panamint er en amerikansk stumfilm fra 1916 af William Desmond Taylor.

## Medvirkende
- Dustin Farnum som pastor Philip Pharo.
- Winifred Kingston som Buckskin Liz.
- Pomeroy Cannon som Chuckawalla Bill.
- Howard Davies som Bud Deming.
- Colin Chase som Chappie Ellerton.